# アメリカン・スタッフォードシャー・テリア
アメリカンスタッフォードシャー・テリア（英: American Staffordshire terrier）とは、アメリカ合衆国原産の犬種である。ピット・ブルの愛称で知られるアメリカン・ピット・ブル・テリアはこれの兄弟犬種にあたる。愛称はアムスタフィー（英: amstaffy）、アムスタッフ、アメスタ。

## 歴史
1870年代にイギリスからの移民によってアメリカに持ち込まれたスタッフォードシャー・ブル・テリアが本種のもとである。それをアメリカで独自に改良し、アメリカン・ブルドッグやマスティフ種の犬と交配させることによって作り出された。
本来は闘犬として使われていた。強く粘りのある犬で、バイソンやグリズリーをいじめたり、犬同士を戦わせたり、口を縛って人間と戦うことにもつかわれた。後に闘犬が禁止されるとショードッグやペット、番犬としてのみ使うことが決定され、激しい気性と攻撃性を抑える改良が行われるようになった。然し、この方針を闘犬愛好家は好まず、引き続き攻撃性のある犬を闘犬用として繁殖を継続すべきであると反発した。ペット用に改良を進める派と闘犬使用継続派の対立は次第に深刻となり、最終的に闘犬用として使うための犬が分離独立し、別の犬種として発展していった。この派生種がアメリカン・ピット・ブル・テリアで、ペットやショードッグとして改良された方が本種アメリカン・スタッフォードシャー・テリアである。後に本種は闘犬として足を洗ったことを理由にFCIに公認犬種として登録されたが、アメリカン・ピット・ブル・テリアは未だ闘犬として平然と使われていることを理由に公認されることが無かった。
本種は現在ショードッグやペットとして飼育されることが多く、闘犬として使われているものはあまり多くない。闘犬として使われているものは血統書の有無に関わらずアメリカン・スタッフォードシャーとしてでなくピット・ブルとして扱われている。
日本でもペットとして飼育されている。毎年国内登録があり、2009年度の登録頭数順位は136位中88位であった。

## 特徴

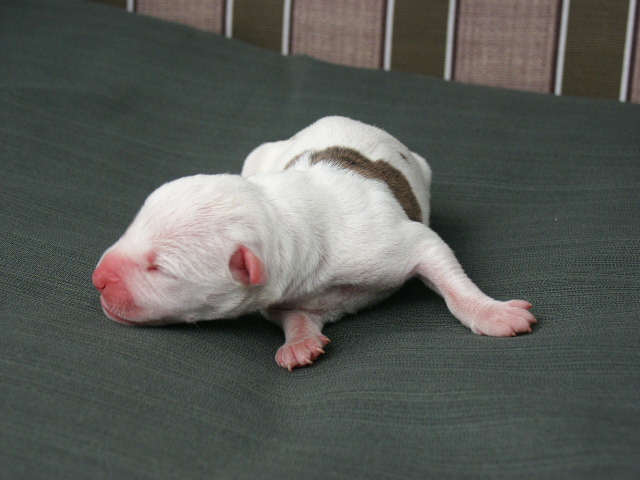
生後間もないアメリカン・スタッフォードシャー・テリアの子犬

がっしりとした筋骨隆々の体つきで、両タイプ共にアゴの力は他犬種の平均よりも強い。脚は長く、垂れ耳と長く飾り毛のない垂れ尾を持つ。コートはスムースコートで、毛色はタン・アンド・ホワイトやブルー、ブラック、ブリンドル、ブラック・アンド・ホワイトなど。体高は雄46～48cm、雌43～46cmで、体重は雌雄共に18～23kgの中型犬。飼い主には忠実で忍耐強いが、独立心が旺盛で攻撃的な性格。ペット用のものであっても厳しい訓練を行わなければ主人にも牙を剥くことがあり、小さな子供がいる家庭での飼育は避けたほうが良い。手懐けられれば家庭犬としても飼育が可能である。運動量は多めで、かかりやすい病気は先天性の心臓病、股関節形成不全、白内障、悪性腫瘍などがある。
上での容姿は主にペット用のものについて説明したが、闘犬用のものはプライドが高く攻撃的な性格でサイズの上下限が無く、牙が目立ちアゴの力がペット用のものよりも数倍強力である。筋骨隆々で、大まかな容姿はアメリカン・ピット・ブル・テリアとあまり大差が無い。

## 参考
- 『犬のカタログ2004』（学研）中島眞理 監督･写真
- 『日本と世界の愛犬図鑑2007』（辰巳出版）佐草一優監修
- 『デズモンド・モリスの犬種事典』デズモンド・モリス著書、福山英也、大木卓訳 誠文堂新光社、2007年
- 『日本と世界の愛犬図鑑2009』（辰巳出版）藤原尚太郎編･著